# Aleksander Chomiński
Aleksander Stanisław Wawrzyniec Chomiński herbu Lis (ur. 22 sierpnia 1859 w Kownie, zm. 6 maja 1936 Olszewie) – polski ziemianin, polityk, publicysta, prozaik, działacz społeczny, poseł do II Dumy, członek Rady Państwa, prezes Zarządu Głównego Związku Bezpieczeństwa Kraju, organizator życia kulturalnego w Wilnie.

## Życiorys
Urodził się 22 sierpnia 1859 w Kownie, jako syn polityka i reformatora, generała Stanisława Chomińskiego (1804-1886) i Eweliny z Niemirowiczów-Szczyttów (ok. 1822-1904) herbu Jastrzębiec z linii tabołockiej (wnuczki pisarza skarbowego litewskiego Justyniana Niemirowicza-Szczytta). Jego ojciec wówczas był gubernatorem kowieńskiem i znanym rzecznikiem uwłaszczenia włościan. Ojcem chrzestnym Aleksandra Chomińskiego został car Aleksander II, kolega ojca ze szkoły wojskowej.
Aleksander miał liczne rodzeństwo: Konstantego, Józefa, Witolda, Stanisława, Zygmunta, Marię, Helenę i Alinę (żonę Juliusza Pereświt-Sołtana, właściciela Starej Bielicy).
Od 1861 mieszkał w Wołogdzie, gdzie jego ojciec w latach 1861–1878 był gubernatorem cywilnym. W Wołogdzie ukończył cztery klasy gimnazjum, dalszą naukę kontynuował w I Gimnazjum w Wilnie, gdzie w 1880 zdał maturę. Jesienią 1880 rozpoczął studia na wydziale prawnym Uniwersytetu Warszawskiego. Po ich ukończeniu został w Warszawie. Rozmiłowany w literaturze i teatrze jeszcze podczas studiów rozpoczął działalność literacką. Opublikował powieść Ostatni list (Warszawa 1882), nowelę Dwa wieńce w zbiorze opowiadań Z chwil wolnych (Warszawa 1884), szkic Rozmowa w warszawskiej cukierni, zamieszczony w Kurierze Codziennym i Złoty zegarek w Kurierze Warszawskim. Publikował też artykuły w prasie warszawskiej i petersburskim Kraju. Jeden z jego obrazków dramatycznych miał być wystawiony.
Wiosną 1886 wyjechał do Petersburga po chorego ojca, którego przywiózł do rodzinnego majątku Olszew (Olszewo). Po śmierci ojca (w maju 1886) odziedziczył majątek Olszewo (ok. 4000 ha), gdzie osiadł na stałe, zajmując się jego unowocześnieniem. Życie ziemiańskie łączył z działalnością polityczną i aktywnością społeczną, w tym publicystyczną i wydawniczą.
Był posłem z gub. wileńskiej do II Dumy (1907). Brał żywy udział w Stowarzyszeniu Konstytucyjno-Katolickim, któremu przewodniczył biskup wileński bar. Edward Ropp. Należał do grona organizatorów utworzonego w czerwcu 1907 Stronnictwa Krajowego Litwy i Białej Rusi. Był członkiem wileńskiego Towarzystwa Popierania Polskiej Sztuki Scenicznej oraz jednym z najaktywniejszych członków Zarządu Wileńskiego Towarzystwa Rolniczego. W latach 1910–1913 był członkiem Rady Państwa (wybrany z gub. wileńskiej). W tym czasie opracował projekt utworzenia nowych 245 tys. gospodarstw włościańskich. Działał na rzecz wzmocnienia samodzielności Koła Polskiego w rosyjskiej Radzie Państwa.
Publikował liczne artykuły polityczne w petersburskim Kraju, współpracował z pismami wileńskimi: Kurjerem Litewskim, Naszym Krajem, Gazetą Krajową i Słowem. Jako pasjonat historii doprowadził do wydania wyjątków z pamiętnika swojego dziadka – marszałka lepelskiego, szambelana dworu Józefa Niemirowicza-Szczytta (syna pisarza skarbowego Justyniana Niemirowicza-Szczytta). Ułamek z pamiętników Józefa Szczytta ukazał się w 1884 w Kronice Rodzinnej. W 1907 nakładem własnym wydał Kodeks olszewski Chomińskich, zawierający cenne zabytki piśmiennictwa polskiego znajdujące się w archiwum rodziny Chomińskich w Olszewie, w tym najstarszy polski przekład kroniki Wielkiego Księstwa Litewskiego z 1550 i Statut litewski z 1529 (Kodeks olszewski Chomińskich, Wilno 1907). W 1911 w Kwartalniku Litewskim opublikował memoriał swojego ojca gen. Stanisława Chomińskiego o uwłaszczeniu włościan.
W 1905 po długich staraniach o pozwolenie władz rosyjskich otworzył wraz z żoną w swoim majątku Olszewie bezpłatną szkołę podstawową dla okolicznej ludności. Szkoła mieściła się w specjalnie wybudowanym i przygotowanym dla niej budynku. Lekcje, zgodnie z prawem, miały odbywać się w języku rosyjskim, jednakże w rzeczywistości w szkole konspiracyjnie uczono po polsku. W 1919 szkoła została upaństwowiona, jednakże Aleksander Chomiński w kolejnych latach nadal interesował się jej losami. Jego zaangażowanie na tym polu doprowadziło do wykorzenienia analfabetyzmu w okolicy.
Wybuch pierwszej wojny światowej zastał go w Warszawie, skąd z trudem powrócił na Wileńszczyznę. Podczas okupacji niemieckiej przebywał w Olszewie. W 1921 pełnił funkcję kontrolera państwowego Litwy Środkowej oraz był przewodniczącym Związku Bezpieczeństwa Kraju. Jako zwolennik idei federacyjnej był członkiem biura prac politycznych w Wilnie.
Po 1922 wycofał się z życia publicznego i poświęcił się odbudowie zdewastowanego podczas wojny Olszewa oraz pracy literackiej. W tym okresie wydał w Wilnie kilka dramatów: Milion (1920), Ksiądz Adam (1921), On i ona (1923). Pozostawił po sobie wiele nieopublikowanych prac, w tym utwór z życia ludu białoruskiego Jan i rękopis rozpoczętego miesiąc przed śmiercią utworu Margrabia o Wielopolskim.
Zmarł 6 maja 1936 w Olszewie. Pochowany w Konstantynowie.

## Życie prywatne
14 sierpnia 1887 poślubił Jadwigę Horwatt (1865-1930), córkę marszałka guberni kijowskiej Aleksandra Horwatta (1831-1879) i Jadwigi z Gieczewiczów. z którą miał sześcioro dzieci, m.in. Ludwika (1890-1958), znanego działacza społecznego, w II Rzeczypospolitej posła na sejm, redaktora i wydawcę pism wileńskich.

## Ordery i odznaczenia
- Krzyż Oficerski Orderu Odrodzenia Polski[9][10]
- Medal Niepodległości[9][10]